# VM i skak 1972
VM i skak 1972 også kaldet "Århundredets match" som stod mellem den regerende verdensmester i skak Boris Spasskij fra Sovjetunionen og udfordreren Bobby Fischer fra USA, som fandt sted i Reykjavik, Island 11. juli – 3. september 1972. Matchen gjaldt 24 partier med sejr til titelholderen ved uafgjort 12 – 12. Fischer vandt matchen 12½ – 8 ½.
Matchen havde pga. Den Kolde Krig storpolitiske undertoner. Bl.a. greb USA's daværende nationale sikkerhedsrådgiver, Henry Kissinger, ind ved at kontakte Bobby Fischer og appellere til hans patriotiske følelser for at sikre at matchen overhovedet blev gennemført.
Matchen skrev også skakhistorie idet den endte en ubrudt række af verdensmestre under verdensskakforbundet FIDE, som alle var kommet fra Sovjetunionen, startende med Mikhail Botvinnik ved VM i skak 1948.

## Baggrund
Boris Spasskij vandt kandidatturneringerne i 1965 og 1968 og spillede derefter VM-matcher mod landsmanden Tigran Petrosian. I 1966 tabte han som favorit matchen 11½ – 12½ efter at have begået adskillige fejl i gode stillinger, men i 1969 var han klar til at tage over med en 12½ – 10½ sejr.

### Kandidatturneringen
Hvis Sovjetunionens skakforbund ikke havde haft respekt nok for Fischer før kandidatturneringen i 1971, fik de det hurtigt: Han startede med i kvartfinalen at slå deres egen Mark Tajmanov med 6-0, hvilket fik politiske konsekvenser for denne, da man ikke mente, at en skakstormester kunne tabe så stort, medmindre der lå noget bagved. Han blev dog mere eller mindre tilgivet, da Fischer i semifinalen gjorde det samme ved danske Bent Larsen, som ellers var den eneste, der havde slået Fischer i interzoneturneringen i Palma de Mallorca.
Fischers sidste forhindring var eksverdensmester Tigran Petrosian, som før matchen USSR mod Resten af verden i 1970 havde haft et godt tag på Fischer, men balancen var tippet, da Fischer vandt deres indbyrdes partier i holdmatchen med 3 – 1. Kandidatfinalen vandt amerikaneren med 6½ – 2½, efter at Fischer i første parti var nået op på sejre i 20 partier i træk (uhørt på dette niveau), men Petrozian havde brudt striben med sejr i andet parti.
|  | Kvartfinaler | Kvartfinaler     | Kvartfinaler |           |           | Semifinaler | Semifinaler | Semifinaler |  |  | Finale | Finale  | Finale |
|  |              |                  |              |           |           |             |             |             |  |  |        |         |        |
|  |              | Bobby Fischer    | 6            |           |           |             |             |             |  |  |        |         |        |
|  |              | Mark Tajmanov    | 0            |           |           |             |             |             |  |  |        |         |        |
|  |              | Mark Tajmanov    | 0            |           | Fischer   | 6           |             |             |  |  |        |         |        |
|  |              |                  |              |           | Fischer   | 6           |             |             |  |  |        |         |        |
|  |              |                  | Larsen       | 0         |           |             |             |             |  |  |        |         |        |
|  |              | Bent Larsen      | Larsen       | 0         | 5½        |             |             |             |  |  |        |         |        |
|  |              | Bent Larsen      |              |           | 5½        |             |             |             |  |  |        |         |        |
|  |              | Wolfgang Uhlmann | 3½           |           |           |             |             |             |  |  |        |         |        |
|  |              |                  |              |           |           |             |             |             |  |  |        | Fischer | 6½     |
|  |              |                  |              | Petrosian | 2½        |             |             |             |  |  |        |         |        |
|  |              | Tigran Petrosian | 4½           |           |           |             |             |             |  |  |        |         |        |
|  |              | Robert Hübner    | 3½*          |           |           |             |             |             |  |  |        |         |        |
|  |              | Robert Hübner    | 3½*          |           | Petrosian | 5½          |             |             |  |  |        |         |        |
|  |              |                  |              |           | Petrosian | 5½          |             |             |  |  |        |         |        |
|  |              |                  | Kortsjnoj    | 4½        |           |             |             |             |  |  |        |         |        |
|  |              | Viktor Kortsjnoj | Kortsjnoj    | 4½        | 5½        |             |             |             |  |  |        |         |        |
|  |              | Viktor Kortsjnoj |              |           | 5½        |             |             |             |  |  |        |         |        |
|  |              | Efim Geller      | 3½           |           |           |             |             |             |  |  |        |         |        |

*) Hübner opgav matchen før tid.

### Udfordring af Sovjetunionen
Fischer havde tidligere kritiseret Sovjetunionens skaksystem, bl.a. hævdede han, at deres stormestre aftalte indbyrdes remiser, hvilket senere til en vis grad er blevet bekræftet, idet to af Sovjet-skakkens prominente skikkelser Jurij Averbakh og Viktor Baturinskij har medgivet at tre stormestre privat aftalte remiser ved kandidatturneringen i 1962, hvor Fischer blev nummer fire efter Sovjetunionens Petrosian, Efim Geller og Paul Keres. Baturinskij understreger dog, at det ikke var efter ordre ovenfra.
Fischer sagde i et interview inden matchen, at "...han var blevet udvalgt til at lære russerne noget ydmyghed".
I Sovjetunionen var man til gengæld meget opsatte på at fastholde verdensmestertitlen i egne rækker, og de sovjetiske stormestre arbejdede tæt sammen for at knække koden til især Fischer. Den daværende formand for Sovjetunionens sportskomite for skak, Viktor Baturinskij, har sagt: "Basalt set var Sovjetunionens ledelse og magthaverne inden for sportsområdet kun interesseret i én ting; at forhindre Fischer i at blive verdensmester."
Spasskij har senere sagt om dette pres, at tiden som verdensmester var den mest ulykkelige periode i hans liv, fordi han følte så stort et ansvar.
Spasskijs sekundanter var stormestrene Efim Geller og Nikolaj Krogius og den internationale mester Iivo Nei, mens Fischer kun havde en skakmæssig sekundant, stormester William Lombardy, mens han derudover havde advokat Paul Marshall og Fred Cramer, som repræsenterede det amerikanske skakforbund United States Chess Federation, med til Island. Ikke mindst Paul Marshall fik sin sag for op til og under matchen.
Matchen fik pga. de politiske undertoner den største mediedækning ved en skakbegivenhed nogensinde og var hovedårsag til en stor opblomstring af skakken i USA og resten af verden.

## Matchregler
Reglerne for matchen var de samme, man havde brugt i de forudgående VM-matcher: Bedst af 24 partier, mesteren beholder titlen ved uafgjort.

## Styrkeforholdet inden matchen
Før matchen havde Spasskij en plusscore mod Fischer: Tre sejre, to remis og ingen tab. Men ved udgangen af 1971, viste de nyligt indførte Elo-ratingtal, at Fischer måtte regnes for verdens stærkeste spiller – ikke mindst takket være hans resultater i kandidatturneringen. Russerne har muligvis trukket lidt fra, fordi resultaterne var så usædvanlige, men Spasskijs nerver var under alle omstændigheder flossede op til matchen.

## Matchresultat
| VM matchen Spasskij-Fischer, 1972 | VM matchen Spasskij-Fischer, 1972 | VM matchen Spasskij-Fischer, 1972 | VM matchen Spasskij-Fischer, 1972 | VM matchen Spasskij-Fischer, 1972 | VM matchen Spasskij-Fischer, 1972 | VM matchen Spasskij-Fischer, 1972 |
| Parti                             | Dato (1972)                       | Hvid                              | Sort                              | Resultat                          | I alt Spasskij                    | I alt Fischer                     |
| --------------------------------- | --------------------------------- | --------------------------------- | --------------------------------- | --------------------------------- | --------------------------------- | --------------------------------- |
| 1                                 | 11. juli                          | Spasskij                          | Fischer                           | 1 - 0                             | 1                                 | 0                                 |
| 2                                 | 13. juli                          | Fischer                           | Spasskij                          | 0 - 1                             | 2                                 | 0                                 |
| 3                                 | 16. juli                          | Spasskij                          | Fischer                           | 0 - 1                             | 2                                 | 1                                 |
| 4                                 | 18. juli                          | Fischer                           | Spasskij                          | ½ - ½                             | 2½                                | 1½                                |
| 5                                 | 20. juli                          | Spasskij                          | Fischer                           | 0 - 1                             | 2½                                | 2½                                |
| 6                                 | 23. juli                          | Fischer                           | Spasskij                          | 1 - 0                             | 2½                                | 3½                                |
| 7                                 | 25. juli                          | Spasskij                          | Fischer                           | ½ - ½                             | 3                                 | 4                                 |
| 8                                 | 27. juli                          | Fischer                           | Spasskij                          | 1 - 0                             | 3                                 | 5                                 |
| 9                                 | 1. august                         | Spasskij                          | Fischer                           | ½ - ½                             | 3½                                | 5½                                |
| 10                                | 3. august                         | Fischer                           | Spasskij                          | 1 - 0                             | 3½                                | 6½                                |
| 11                                | 6. august                         | Spasskij                          | Fischer                           | 1 - 0                             | 4½                                | 6½                                |
| 12                                | 8. august                         | Fischer                           | Spasskij                          | ½ - ½                             | 5                                 | 7                                 |
| 13                                | 10. august                        | Spasskij                          | Fischer                           | 0 - 1                             | 5                                 | 8                                 |
| 14                                | 15. august                        | Fischer                           | Spasskij                          | ½ - ½                             | 5½                                | 8½                                |
| 15                                | 17. august                        | Spasskij                          | Fischer                           | ½ - ½                             | 6                                 | 9                                 |
| 16                                | 20. august                        | Fischer                           | Spasskij                          | ½ - ½                             | 6½                                | 9½                                |
| 17                                | 22. august                        | Spasskij                          | Fischer                           | ½ - ½                             | 7                                 | 10                                |
| 18                                | 24. august                        | Fischer                           | Spasskij                          | ½ - ½                             | 7½                                | 10½                               |
| 19                                | 27. august                        | Spasskij                          | Fischer                           | ½ - ½                             | 8                                 | 11                                |
| 20                                | 29. august                        | Fischer                           | Spasskij                          | ½ - ½                             | 8½                                | 11½                               |
| 21                                | 31. august                        | Spasskij                          | Fischer                           | 0 - 1                             | 8½                                | 12½                               |

## Matchens partier
Tekst mangler, hjælp os med at skrive teksten